# José Maria Rodrigues Alves
José Maria Rodrigues Alves, més conegut com a Zé Maria, (Botucatu el 18 de maig de 1949) és un exfutbolista.
Durant la seva carrera (1966-1983) va jugar per Ferroviária (SP), Portuguesa, Corinthians i Internacional (RS) com a defensa.
Amb l'equip brasiler va jugar en 46 partits entre 1971 i 1978. Va ser membre de la selecció brasilera a la Copa del Món de 1970 (com a reserva que no va jugar), però va jugar en quatre partits durant la Copa del Món de 1974.